# Deskurów
Deskurów – wieś w Polsce położona w województwie mazowieckim, w powiecie wyszkowskim, w gminie Wyszków. Ma status sołectwa.
W latach 1975–1998 miejscowość administracyjnie należała do województwa ostrołęckiego. 
W latach 50 XIX wieku Bronisław Deskur, właściciel pobliskiego Niegowa sprowadził osadników zza Bugu i założył wieś Deskurów, osiedlając ich na zasadzie oczynszowania. 
Wierni Kościoła rzymskokatolickiego należą do parafii św. Antoniego w Lucynowie Dużym.